# 小松崎類
小松崎類（日语：こまつざき るい）是一名日本插畫師和角色設計師。曾隸屬於「Spike Chunsoft」，後與小高和剛、打越鋼太郎、小泉陽一朗、岛户莉瑠、高田雅史等人成立獨立遊戲公司「Tookyo Games」。他最為人所知的作品是在推理動作遊戲《槍彈辯駁》和動畫《全員惡玉》中擔任角色設計。

## 作品列表

### 遊戲
- 《龍珠Z 電光火石 NEO》（背景建模）
- 《龍珠Z 電光火石 METEOR》（效果設計[4]）
- 《龍珠 迅猛炸裂》（界面設計[5]）
- 《槍彈辯駁 希望學園與絕望高中生》（角色設計[6]）
- 《超級槍彈辯駁2 再會了絕望學園》（角色設計[7]）
- 《絕對絕望少女 槍彈辯駁Another Episode》（角色設計[8]）
- 《Fate/Grand Order》（部分角色設計[9]）
- 《新槍彈辯駁V3 大家的自相殘殺新學期》（角色設計[10]）
- 《終結降臨》（推廣插畫師[11]）
- 《超偵探事件簿 霧雨謎宮》（角色設計[12][13]）
- 《TRIBE NINE》（角色設計[14]）

### 動畫
- 《槍彈辯駁 希望學園與絕望高中生 The Animation》（角色原案[15]）
- 《槍彈辯駁3 －The End of 希望峰學園－》（角色設計[16]）
- 《全員惡玉》（角色設計[17][18]）
- 《TRIBE NINE》（角色設計[19]）

## 外部連結
- Tookyo Games （页面存档备份，存于）
- pixiv.net （页面存档备份，存于）